# Oumarou Ganda
Oumarou Ganda (* 1935 in Niamey, Niger; † 1. Januar 1981 ebenda) war ein nigrischer Filmregisseur, Drehbuchautor und Schauspieler.

## Leben
Oumarou Ganda gehörte der Volksgruppe der Zarma an. Nach dem Besuch der Grundschule in Niamey schloss er sich als Tirailleur den französischen Expeditionsstreitkräften an. Als deren Mitglied nahm er zwei Jahre lang am Indochinakrieg teil. Als er nach seiner Rückkehr in die Heimat keine Arbeit fand, emigrierte er nach der Elfenbeinküste und war in Abidjan als Hafenarbeiter tätig. Dort lernte er den französischen Filmregisseur Jean Rouch kennen, der ihm 1958 die Hauptrolle in Ich, ein Neger gab.
Zurück in Niamey besuchte Oumarou Ganda Filmkurse am Centre Culturel Franco-Nigérien, wo er als Hilfstechniker arbeitete. Im Rahmen eines Drehbuchwettbewerbs des Kulturzentrums schrieb Ganda das Drehbuch zu seinem autobiografischen Regieerstling Cabascabo (1968), in dem er auch selbst die Hauptrolle spielte. Der Mittellangfilm wurde von bedeutenden europäischen Festivals wie den Filmfestspielen von Cannes 1969 ins Programm aufgenommen. Mit seinen weiteren Filmen – darunter Le wazzou polygame (1971), für den er den Hauptpreis am FESPACO 1972 erhielt – festigte Oumarou Ganda seine Stellung als bedeutende Figur des nigrischen Films und afrikanischen Kinos.

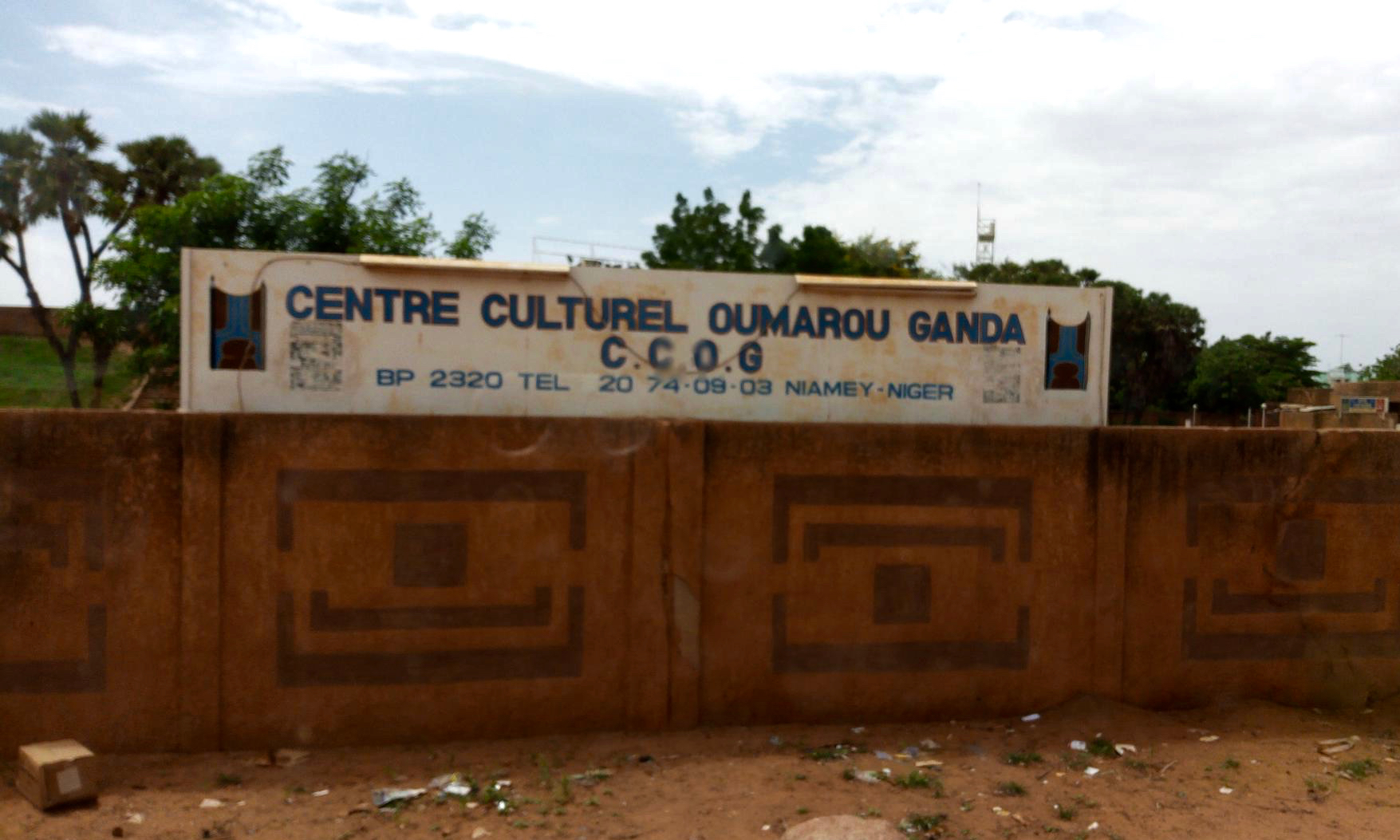
Schild am Centre Culturel Oumarou Ganda

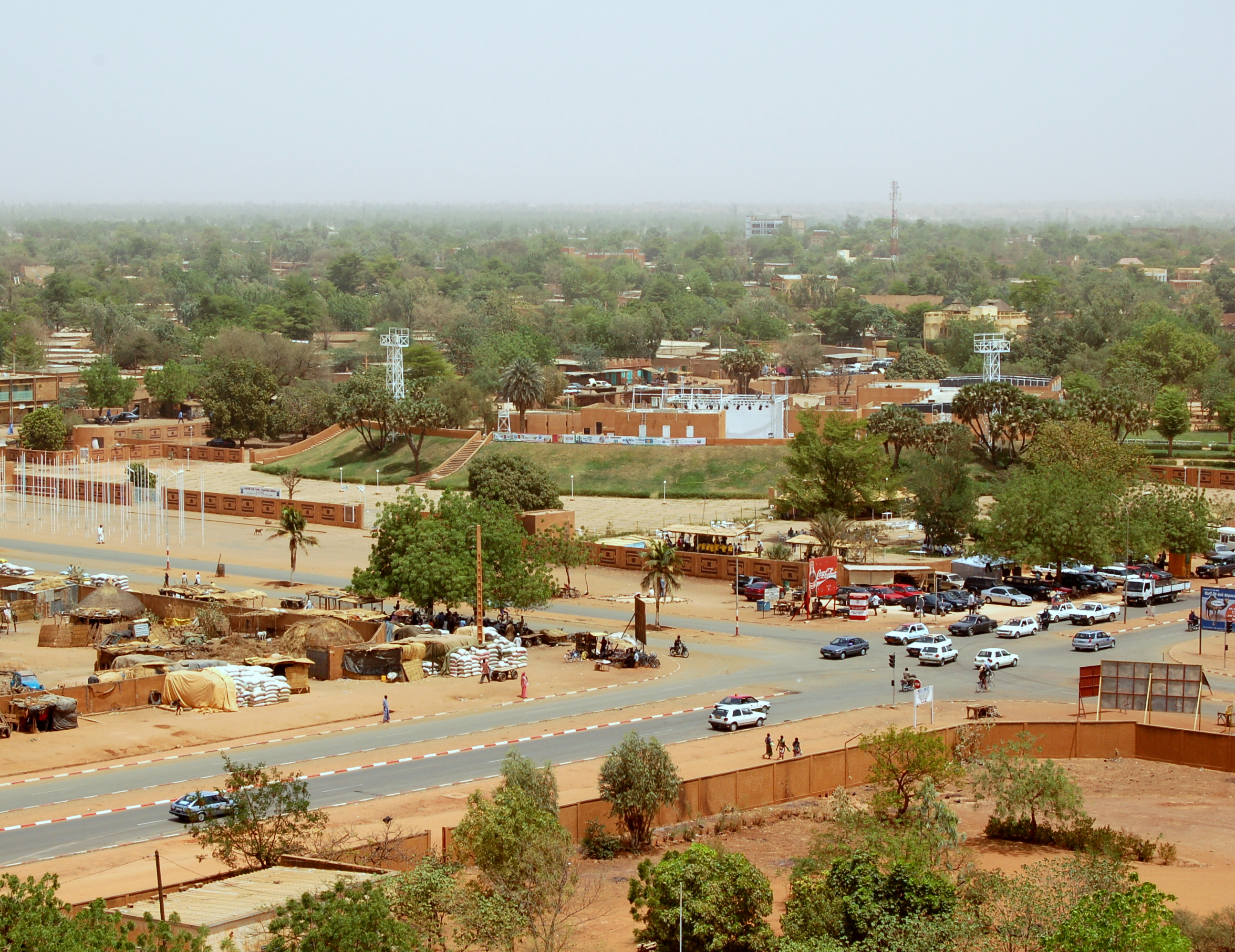
Centre Culturel Oumarou Ganda

Oumarou Ganda starb an einer Herzerkrankung. Nach seinem Tod wurden ein Kulturzentrum in Niamey, der Centre Culturel Oumarou Ganda, sowie ein Filmpreis für das beste Erstlingswerk am FESPACO, der Prix Oumarou Ganda, nach ihm benannt.

## Filmografie
Als Filmregisseur, Drehbuchautor und Schauspieler:
- 1969: Cabascabo
- 1971: Le wazzou polygame
- 1973: Saitane
- 1980: L’éxilé

Als Schauspieler:
- 1958: Ich, ein Neger
- 1976: Babatou – Die drei Ratschläge